# Kōta Hoshi
Kōta Hoshi (japanisch 星 広太 Hoshi Kōta; * 27. Juli 1992 in Yokohama) ist ein japanischer Fußballspieler.

## Karriere
Hoshi erlernte das Fußballspielen in der Jugendmannschaft von Yokohama F. Marinos und der Universitätsmannschaft der Kanagawa-Universität. Seinen ersten Vertrag unterschrieb er 2015 bei Fukushima United FC. Der Verein spielte in der dritthöchsten Liga des Landes, der J3 League. Für den Verein absolvierte er 139 Ligaspiele. 2020 wechselte er zum Ligakonkurrenten SC Sagamihara. Ende 2020 wurde er mit dem Verein aus Sagamihara Vizemeister und stieg in die zweite Liga auf. 2021 belegte man in der zweiten Liga den 19. Tabellenplatz und stieg wieder in die dritte Liga ab. Nach 57 Ligaspielen wechselte er im Januar 2022 zum Drittligisten Kagoshima United FC. Am Ende der Saison 2023 wurde er mit Kagoshima Vizemeister und stieg somit in die zweite Liga auf. Am Ende der Saison 2024 belegte er mit Kagoshima den 19. Tabellenplatz und musste somit in die dritte Liga absteigen. Nach dem Abstieg verließ er den Verein und schloss sich in Kitakyūshū dem Drittligisten Giravanz Kitakyūshū an.

## Erfolge
Kagoshima United FC
- Japanischer Drittligavizemeister: 2023  ▲